# Aramon
Aramon è un comune francese di 3 895 abitanti situato nel dipartimento del Gard, nella regione dell'Occitania.

## Geografia fisica
La città sorge sulla riva del Rodano ed è facilmente visibile da lontano per la presenza di una centrale elettrica con un camino alto 220 metri

## Società

### Evoluzione demografica
Abitanti censiti